# تپه گورستان علوی
تپه قبرستان علوی مربوط به اواخر دوران‌های تاریخی پس از اسلام است و در شهرستان سرپل ذهاب، بخش مرکزی، دهستان حومه سرپل، ۶۰۰ جنوب غرب روستای بریموند واقع شده و این اثر در تاریخ ۱۸ اسفند ۱۳۸۷ با شمارهٔ ثبت ۲۴۸۸۰ به‌عنوان یکی از آثار ملی ایران به ثبت رسیده است.